# 1 Armia Konna

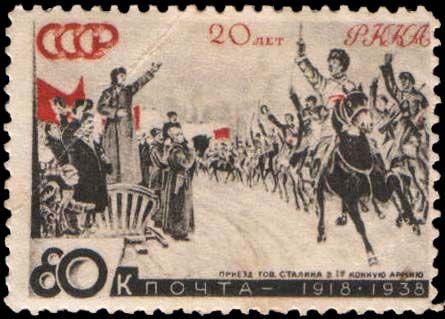
Znaczek pocztowy upamiętniający 1 Armię

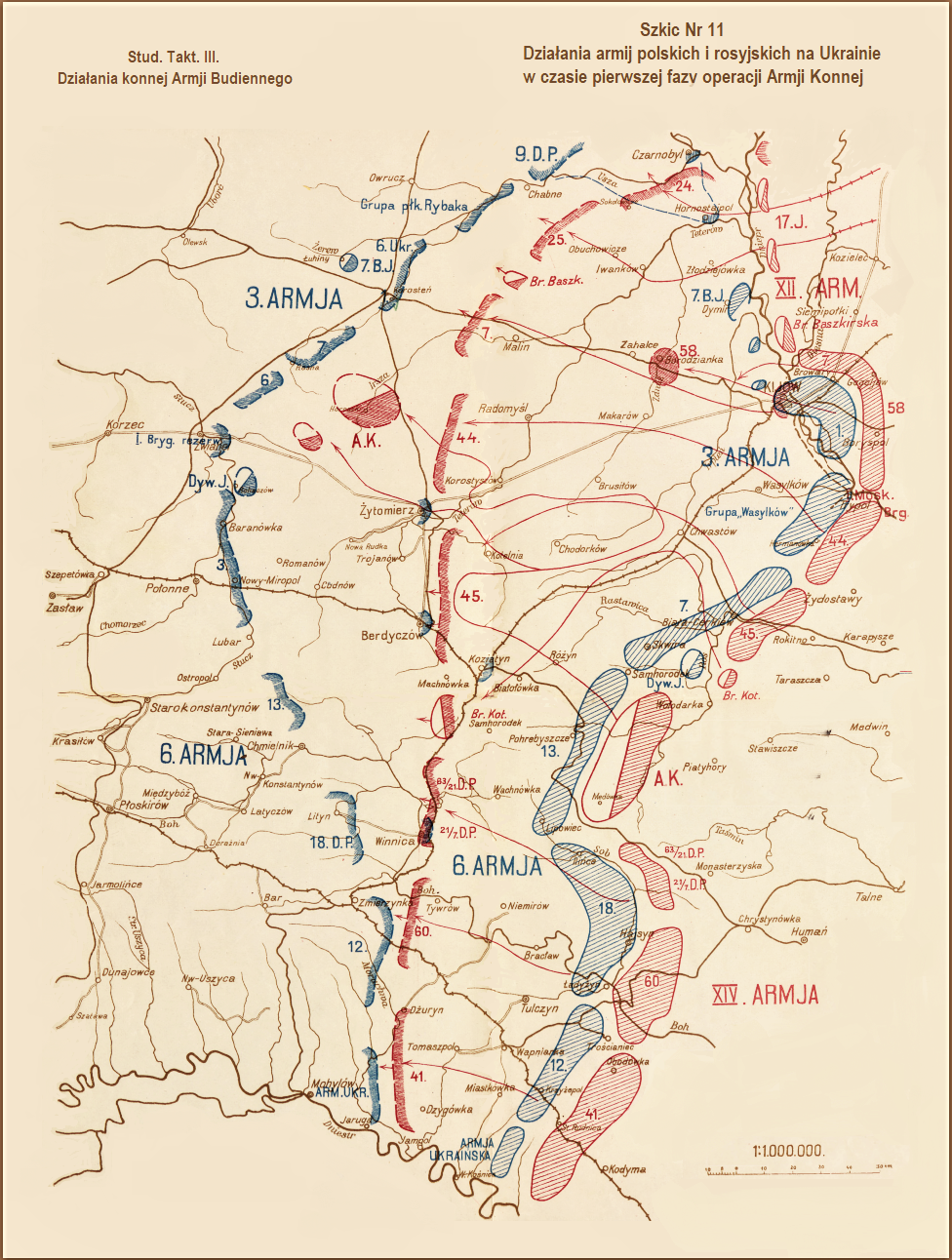
Mieczysław Biernacki,
Działania armji konnej Budiennego w kampanji polsko-rosyjskiej 1920 r.

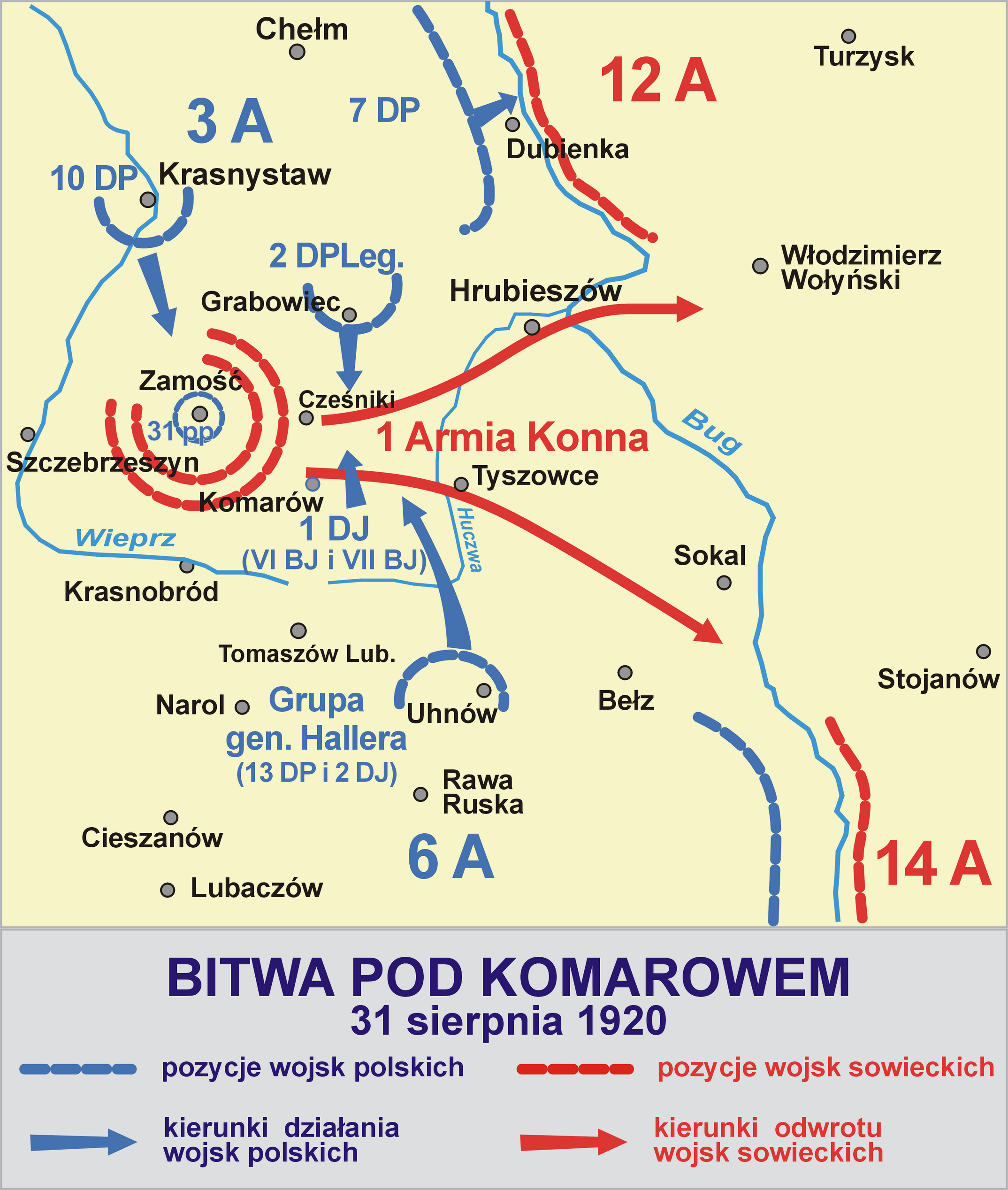
Bitwa pod Komarowem

1 Armia Konna, Konarmia (ros. Первая Конная армия, Конармия) – związek operacyjny kawalerii Armii Czerwonej, uczestniczył w wojnie domowej w Rosji i w wojnie polsko-bolszewickiej. 

## Formowanie i działania
1 Armia Konna powstała formalnie 11 listopada 1919 roku z przekształcenia konnych oddziałów Armii Czerwonej jako siła mająca się przeciwstawić armiom "białych".
Przyjmowano do niej każdego, kto umiał jeździć konno i słuchać rozkazów. Służyli w niej głównie Kozacy oraz zbuntowani, niepiśmienni chłopi. Dowódcą Konarmii został cieszący się dużym autorytetem kozacki watażka, były starszy wachmistrz Siemion Budionny stojący na czele grupy kawalerzystów, występującej pod nazwą Płatowskiego Oddziału Partyzanckiego. Radę rewolucyjną Konarmii tworzyli: Klimient Woroszyłow (późniejszy ludowy komisarz obrony), Siemion Budionny i Jefim Szczadienko. Sztabem kierowali zaś: były carski pułkownik Nikołaj Szczołkow i były podpułkownik Sztabu Generalnego Leonid Klujew.
Konarmia walczyła przeciw wojskom gen. Wrangla nad Donem i gen. Denikina, które rozbiła pod Woroneżem i Kastorną. Kubański korpus denikinowców został rozbity przez 1 Armię Konną w dniach 21-22 lutego 1920 roku w rejonie stacji Biała Glina. W działaniach tych Konarmia wspierana była przez 10 Armię.  Tylko w bitwie pod Woroneżem straciła 31 000 żołnierzy.
Decyzja o przerzuceniu Konarmii z Kaukazu na front polski zapadła 10 marca 1920. Armia przekroczyła Don w Rostowie i została podzielona na kolumny: 4 dywizję Gorodowikowa, 6 dywizję Timoszenki, 11 dywizję Morozowa oraz 14 dywizję Parchomienki. Konarmia liczyła w tym czasie ok. 12-16 tys. liniowych żołnierzy tzw. "szabel", łącznie zaś ok. 30 tys. ludzi. Była dobrze uzbrojona w karabiny maszynowe i artylerię. W jej skład wchodziły także jednostki pomocnicze, dywizjony samochodów pancernych, dywizjon czołgów, 4 pociągi pancerne i 3 eskadry lotnicze, które przetransportowano koleją. Konarmia miała też 30 (więcej niż cała polska armia) radiostacji polowych umożliwiających utrzymanie łączności i dowodzenie w ruchu, które było jej największym atutem.
Dniepr został przekroczony 6 maja na północ od Jekaterynosławia, punktem zbornym był Humań.
W wojnie polsko-bolszewickiej Konarmia weszła do boju 27 maja. Nacierała na polskie pozycje na południe od Kijowa, okopy w Kuratowie i miasteczko Lipowiec, ale żaden z tych ataków nie powiódł się. W starciach duże straty poniosła 6 dywizja. Na skutek kontrataku Polacy zdobyli dwa pociągi pancerne Konarmii: "Śmierć Dyrektoriatowi" oraz "Mikołaj Rudniew". Jednakże na skutek przełamania przez Konarmię wspieraną przez 12 i 14 Armię frontu 5 czerwca 1920 roku w rejonie Skwira i zajęciu Oziernej oraz Śnieżnej Konarmia mogła już siać postrach na tyłach polskich formacji. 7 czerwca 4 dywizja najechała Żytomierz, wycięła w pień polski garnizon (niszcząc przy tym stację i magazyny wojskowe oraz uwalniając kilka tysięcy sowieckich jeńców), a 11 dywizja wpadła do Berdyczowa, spaliła szpital z 600 rannymi Polakami oraz siostrami Czerwonego Krzyża. W dniu 10 czerwca 1920 roku Konarmia zajęła Równe, jednak  po walkach z 2 Armią dowodzoną przez gen. Kazimierza Raszewskiego 8 lipca została z miasta wyparta.
Dyrektywą z 22 lipca dowódca Frontu Południowo-Zachodniego Aleksandr Jegorow wyznaczył Konarmii cel w postaci Rawy Ruskiej. 2 sierpnia Politbiuro postanowiło podzielić Front Południowo-Zachodni na dwie części, a Konarmię przenieść pod rozkazy Dowództwa Zachodniego (bez 8 dywizji czerwonych kozaków) w ramach połączonego frontu ofensywnego. Rozkaz (4774/1052) wydano 13 sierpnia lecz w praktyce kontrola Konarmii przekraczającej Bug i docierającej do Lwowa przez dowództwo Frontu Zachodniego nie była możliwa. 12 sierpnia bowiem Budionny otrzymał rozkaz z Politbiura deptania po piętach 3 i 6 armii oraz zajęcia Lwowa. 13 sierpnia sam dał rozkaz rozpoczęcia tej operacji (zdobywając Radziechów oraz Łopatyn). Natomiast 15 sierpnia dowódca Frontu Zachodniego Michaił Tuchaczewski wydał Konarmii rozkaz dotarcia w rejon Uściługa-Włodzimierza w ciągu czterech dni. 17 sierpnia Konarmia stoczyła z grupą 330 polskich Obrońców Lwowa pod dowództwem kpt. Bolesława Zajączkowskiego 11-godzinną bitwę o Zadwórze, którą określa się mianem "Polskich Termopil". Budionny, wykonujący wcześniejsze rozkazy, polecenie Tuchaczewskiego zrealizował (rezygnując z oblężenia Lwowa) dopiero 20 sierpnia, na skutek czego dotarł do obszaru, który opuściły już inne wycofujące się armie bolszewickie, i wpadł w okrążenie.
Po wojnie marszałek Tuchaczewski złożył raport na przewodniczącego Polibiura Frontu Południowego Józefa Stalina i dowódcę 1 Armii Konnej Siemiona Budionnego za niewykonanie rozkazu, co zapewniło mu nienawiść obu raportowanych zakończoną po latach fikcyjnym oskarżeniem o zdradę, procesem i rozstrzelaniem.
Największą bitwę Konarmia stoczyła w okolicach Zamościa. Nazywana jest ona powszechnie bitwą pod Komarowem. 30 sierpnia Konarmia zatrzymana została przez umocnienia Zamościa i otoczona przez oddziały gen. Stanisława Hallera. 31 sierpnia doszło pod Komarowem do największej bitwy kawalerii. Naprzeciw siebie stanęły: polska dywizja kawalerii pułkownika Juliusza Rómmla (złożona z dwóch brygad) oraz 6 i 11 dywizja Konarmii. W bitwie po stronie polskiej brały udział: 9 pułk ułanów (małopolski), 8 pułk ułanów Krzeczunowicza oraz 1 pułk (krechowiecki) z samym Rómmlem na czele. Od 1 września Konarmia wyrywając się z okrążenia wycofywała się już w kierunku wschodnim na Włodzimierz. 13 września Budionny został wyparty z Włodzimierza kierując się na Żytomierz – miejsce wyznaczonego odpoczynku. Tuchaczewski zgodził się na całkowite wycofanie Konarmii z walk 20 września, a 26 września wydano rozkaz translokacji jednostki na front przeciwko Wranglowi.
Według niektórych źródeł, Konarmia straciła w wojnie polsko-bolszewickiej 2/3 stanu osobowego. Jej główne siły zostały rozbite pod Zamościem, ocalałe jednostki były już fizycznie i psychicznie wyczerpane, morale upadło.
Na początku 1921 r. Wrangel został rozgromiony. Wtedy Konarmię skierowano na Syberię. Od początku 1923 r. armia toczyła walki na Ałtaju w Mongolii i Mandżurii. W listopadzie 1923 r. Konarmia przekroczyła Kołymę w celu zdobycia ostatniego terenu kontrolowanego przez białych – Kamczatki bronionej przez wojska generała Tołbuchina. Jej ostatnim zadaniem bojowym było zdobycie Półwyspu Czukockiego we wrześniu 1924.
Mit o legendarnej, niepokonanej Konnej Armii został stworzony dopiero przez sowiecką propagandę. Niemniej w istocie okazała się ona formacją na tyle mobilną i zdolną do szybkiej koncentracji, iż pozwalało jej to przełamywać front w jego najsłabiej obsadzonych miejscach i buszować na tyłach, niszcząc linie łącznościowe i komunikacyjne, zakłócać pracę sztabu, wzniecać zamęt i panikę. Siłę ogniową Konarmii stanowiły głównie taczanki – bryczki z zamontowanymi karabinami maszynowymi. Dzięki szybkości jednostka była w praktyce nieuchwytna dla piechoty, a dzięki liczebności nazbyt silna, aby mogły ją rozbić czy choćby zatrzymać pojedyncze pułki kawalerii.
Znanymi żołnierzami walczącymi w szeregach Konarmii byli: Izaak Babel – oficer polityczny w I brygadzie 6 dywizji, późniejszy pisarz, Nikołaj Ostrowski, Gieorgij Żukow, Klimient Woroszyłow, Andriej Grieczko i Siemion Timoszenko – późniejsi marszałkowie, Kiriłł Mierieckow – późniejszy szef Sztabu Generalnego, Grigorij Kulik i Jefim Szczadienko – późniejsi wicekomisarze obrony. Przynależność do 1 Armii Konnej z poręki Budionnego i Woroszyłowa stawała się przepustką do szybkiej i błyskotliwej kariery. Babel prowadził Dziennik 1920, opublikował zbiór opowiadań Armia konna, wrogo przyjęty przez Budionnego.

## Dowództwo armii
Dowódca: 
- Siemion Budionny (17.11.1919-26.10.1923).

Członek Rewolucyjnej Rady Wojskowej: 
- Klimient Woroszyłow (17.11.1919-7.05.1921),
- Jefim Szczadienko (17.11.1919-5.07.1920),
- Siergiej Minin (14.05.1920-6.05.1921),
- Pawieł Gorbunow (10.10.1920-27.05.1921),
- Andriej Bubnow (29.04.1921-27.05.1921).

Szef sztabu: 
- Wiktor Pogriebow (cz.p.o. 17.11.1919-1.01.1920),
- Nikołaj Szczołokow (1.01.1920-19.06.1920, 16.02.1923-26.10.1923),
- Leonid Klujew (20.06.1920-16.02.1921)[6].

## Struktura organizacyjna
na froncie polskim:
- dowództwo armii
- 4 Dywizja Kawalerii
- 6 Dywizja Kawalerii
- 11 Dywizja Kawalerii
- 14 Dywizja Kawalerii
- Brygada Kawalerii

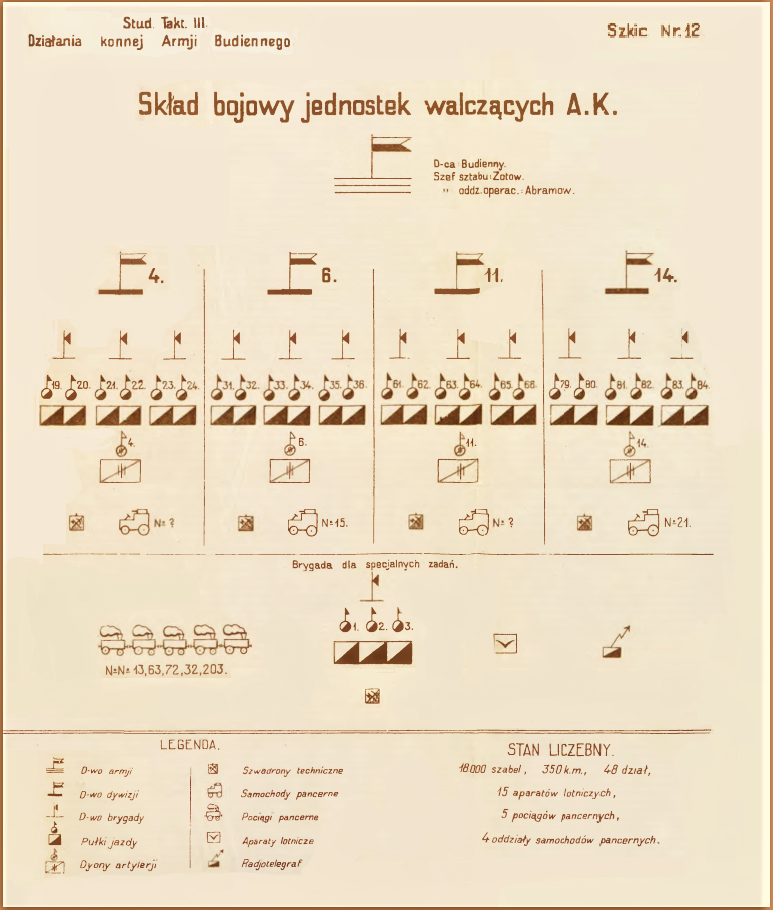
Skład bojowy w maju 1920

Każda dywizja składała się z sześciu pułków kawalerii, a brygada do zadań specjalnych – z trzech pułków.
W dniu 1 kwietnia 1920 roku 1 Armia Konna była najsilniejszą jednostką Armii Czerwonej, w czasie skierowania jej na front polski liczyła około 16 000 żołnierzy, 3 eskadry lotnicze, 4 pociągi pancerne, 84 wozy pancerne, 48-60 dział i około 300-380 ckm.